# Paul Keller
Paul Keller, född 6 juni 1873, död 20 augusti 1932 i Breslau, var en tysk författare.
Keller hämtade ämnet till flertalet av sina många populära romaner från sin schlesiska hembygd. Bland dessa märks Waldwinter (1902, svensk översättning 1924), Sohn der Hagar (1907), Ferien vom Ich (1915, svensk översättning 1925), Hubertus (1918, svensk översättning 1923), Die vier Einsiedler (1923), Dorfjunge (1925), Titus und Timoteus und der Esel Bileam (1927).